# Visions (Elton John)
Visions è una VHS contenente videoclip di brani composti dall'artista britannico Elton John e facenti parte dell'album The Fox (1981).
È stata distribuita nel 1982; particolarmente degna di menzione risulta la vicenda del brano Elton's Song. Della canzone (così come pure per tutte le altre tracce di The Fox) è stato creato un videoclip; fu girato in una scuola (diretto da Russell Mulcahy, come tutti gli altri video della VHS, e scritto da Keith Williams), ma non fu mai mostrato in televisione a causa dei contenuti trattati (il tema portante era l'omosessualità).

## I videoclip
1. Breaking Down Barriers
2. Heart in the Right Place
3. Just like Belgium
4. Nobody Wins
5. Fascist Faces
6. Carla Etude/Fanfare
7. Chloe
8. Heels of the Wind
9. Elton's Song
10. The Fox